# El rey Vicente Fernández
El rey Vicente Fernández es una serie de televisión biográfica musical de lengua española producida por Dago García para Caracol Televisión y Netflix. La serie cuenta la vida del recordado cantante mexicano de música ranchera Vicente Fernández. Se estrenó primero en Colombia a través de televisión abierta por Caracol Televisión 3 de agosto de 2022 y finalizó el 16 de septiembre del mismo año, mientras que en el resto del mundo, fue estrenada en video bajo demanda el 14 de septiembre de 2022 a través de Netflix. En México, la serie fue estrenada en televisión abierta el 14 de agosto de 2023 por Azteca Uno.
Está protagonizada por Jaime Camil, Sebastián Dante, Sebastián García, Kaled Acab, Marcela Guirado, Regina Pavón, Rubén Zamora, Enoc Leaño y Odiseo Bichir, junto a un extenso reparto coral.

## Reparto

### Principales
- Jaime Camil como Vicente Fernández Gómez
  - Sebastián Dante como Vicente de joven
  - Sebastián García como Vicente de adolescente
  - Kaled Acab como Vicente de niño
- Marcela Guirado como María del Refugio "Cuquita" Abarca Villaseñor
  - Regina Pavón como "Cuquita" de joven
  - Ishkra Zaval como "Cuquita" de niña
- Enoc Leaño como Ramón Fernández
- Marissa Saavedra como Paula Gómez
- Raúl Sandoval como Felipe Arriaga
- Erick Chapa como Tico Mendoza
- Florencia Ríos como Refugios Fernández Gómez 
  - Seidy Berchat como Refugios de adolescente
  - Casandra Iturralde como Refugios de niña
- Ana Paula Capetillo como Teresa Fernández Gómez 
  - Valentina Buzurro como Teresa de adolescente
  - Camila Núñez como Teresa de niña
- Camila Rojas como Janeth
- Rubén Zamora como Enrique Landes
  - Sergio Borrero como Enrique de adolescente
- Gaby Espino como Verónica Landín
- Sara Montalvo como Matilde
- Nini Pavón como Doña Zuy
- Alexa Martín como Rosa
- Mauricio Pimentel como La Muerte
- Esteban Soberanes como Alberto Ríos

### Recurrentes e invitados especiales
- Horacio Colomé como Doctor Patricio
- Odiseo Bichir como Pastor Miguel
- Carlos Corona como Palermo El Gordo
- Roberto Tello como Don Pascual
- Yigael Yadín como El Chato
- Aroa Gimeno como Maritza
- Emilio Hernández como Chuy
- Valeria Santaella como Dolores
- Karla Gaitán como la niña Gloria
- Juan Pablo Hermidia como Gustavo
- Juan Morales como Porfirio
- Checo Perezcuadra como Raúl Abarca
- Waldo Facco como Durán
- Jerónimo Victoria como Palafox El Malandrín
- Angelo Enciso como Marcelo
- Elissa Garibay como Socorro
- Sofía Garza como Lorena Cruz
- Natalia Jiménez como Cornelia Vélez (Chavela Vargas)

## Producción
El proyecto inició en diciembre de 2019, cuando el canal de televisión colombiano Caracol Televisión estuvo trabajando en una bioserie que abarca la vida y obra del cantante de música ranchera Vicente Fernández durante los años venideros, antes de fallecer. Las grabaciones iniciaron el 21 de septiembre de 2021 en varias locaciones de México y Estados Unidos, confirmando al actor y cantante mexicano Jaime Camil como el protagonista estelar, y finalizaron en marzo de 2022. Caracol Televisión habría vendido los derechos de la serie biográfica al canal mexicano TV Azteca, la cual fue autorizada debido al conflicto que surgió entre TelevisaUnivision y la familia Fernández por la controvertida biografía no autorizada del cantante, escrita por Olga Wornat, durante la producción de la polémica serie biográfica del cantante, El último rey.
El tráiler de la serie fue revelado el 28 de abril de 2022 por Caracol Televisión y Netflix.

## Premios y nominaciones

### TV Adicto Golden Awards 2022
| Categoría                                                              | Nominados   | Resultado |
| ---------------------------------------------------------------------- | ----------- | --------- |
| Mejor serie mexicana transmitida en línea bajo un esquema telenovelero | Dago García | Ganador   |